# Standard semantyczny
Standard semantyczny to znana wszystkim użytkownikom języka, trywialna konfiguracja treści mająca charakter predykatywny. Przykładem werbalizacji standardu semantycznego jest wyrażenie: Krowa daje mleko. Występuje tutaj jako model substytucyjny. Poszczególne komponenty mogą być wymieniane np: krowa ⇒ koza, mleko ⇒ mięso. Ważne jest jednak, aby nie naruszać zasady trywialności. Przykładem takiego naruszenia może być wyrażenie: Krowa daje kopyta. 

Naruszenie trywialności często ma charakter przemyślany i ma na celu uzyskiwanie niezwykłych efektów komunikacyjnych. Przykładem takich działań są: personifikacja, animizacja, wegetabilizacja, reifikacja, metonimizacja.